# Пулиха (Московская область)
Пулиха — деревня в Дмитровском районе Московской области, в составе сельского поселения Синьковское. Население — 0 чел. (2010). До 2006 года Пулиха входила в состав Синьковского сельского округа.

## Расположение
Деревня расположена в западной части района, примерно в 12 км западнее Дмитрова, на правом берегу реки Дятлинка, высота центра над уровнем моря 167 м. Ближайший населённый пункт — посёлок Автополигон в 1,5 км на северо-запад.

## Население
| 2002 | 2006 | 2010 |
| ---- | ---- | ---- |
| 3    | →3   | ↘0   |